# Proteïna G

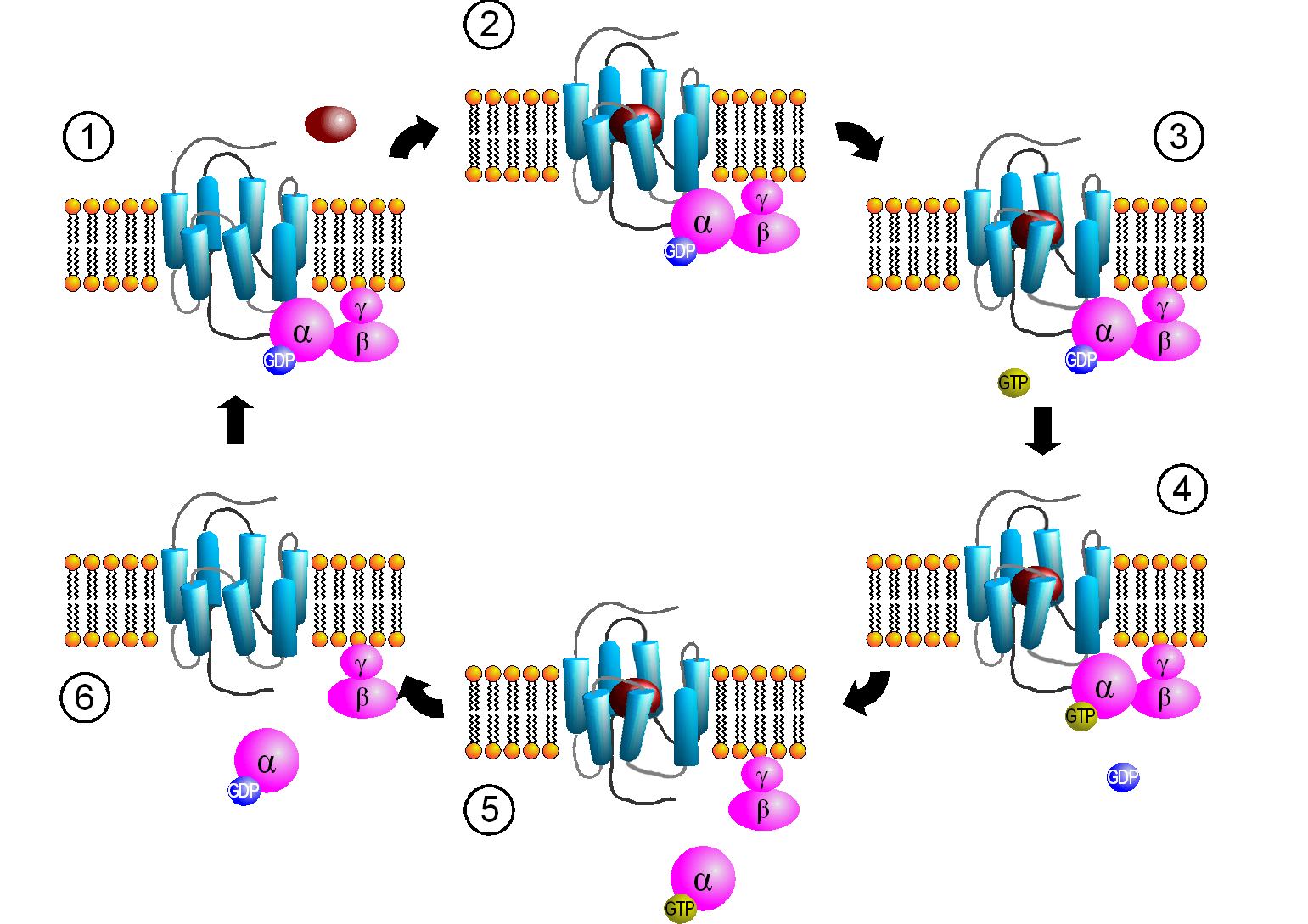
Cicle d'una proteïna G heterotrimèrica.

Les proteïnes G o Proteïnes d'unió a nucleòtids de guanosina, formen una família de proteïnes que transmeten el senyal cel·lular des de receptors cel·lulars a l'interior de la cèl·lula. El nom de proteïna G els prové del fet d'estar associats a un nucleòtid de guanosina. Les proteïnes G en estat inactiu es troben associades a guanosina difosfat (GDP), i l'intercanvi per guanosina trifosfat (GTP), resulta en l'activació de la proteïna G.
La superfamília de Proteïna G engloba dues famílies de proteïnes. Les proteïnes G heterotrimèriques, o proteïnes G grans, activades per receptors amb 7 regions transmembrana i acoblats a les proteïnes G (GPCR, de l'anglès "G Protein Coupled Receptor") formades per tres subunitats, anomenades alfa (Gα), beta (Gβ) i gamma (Gγ) i les proteïnes G petites, formades per un sol monòmer, estructuralment semblant a la subunitat Gα de les proteïnes G heterotrimèriques.

## Proteïnes G heterotrimèriques
Les proteïnes G heterotrimèriques (Gαβγ) es troben associades a receptors GPCR. La unió d'una molècula lligand al receptor GPCR resulta en un canvi conformacional en el receptor que indueix a l'intercanvi de GDP per GTP en la proteïna G i, per tant, a la seva activació. Un cop activada la subunitat Gα se separa de les subunitats Gβ i Gγ que resten unides (Gβγ). Aquest canvi de nucleòtid ve catalitzat per la proteïna GEF (Factor d'intercanvi del nucleòtid de Guanina, " Guanine nucleotide exchange factor"). Tant la subunitat Gα-GTP per una banda, com les subunitats Gβγ per l'altra, desencadenaran respostes cel·lulars activant diferents efectors. El senyal iniciat serà acabat per hidròlisis del nucleòtid de GTP unit a la subunitat Gα, i el Gα-GDP tornarà a unir-se a les subunitats Gβγ, acabant així el senyal.
Les subunitats Gα tenen una massa molecular d'entre 39 a 52 KDa. Existeixen diversos tipus de subunitats Gα, classificat en diferents grup depenent de l'efector que activen o inhibeixen, així, de la resposta que generen. Així, per exemple, i de forma general, les Gsα activen l'adenilat ciclasa, les Giα inhibeixen l'adenilat ciclasa, les Gαq activen la fosfolipasa C, i les G12/13 activen la família de proteïnes G petites Rho.
El primer efector de Gα conegut va ser l'adenilat ciclasa. Vint anys després en reconèixer la importància de l'adenilat ciclasa en la senyalització cel·lular, aquest tipus de Gα va ser anomenat Gsα. Poc després es va descobrir una Gα que en lloc d'activar l'adenilat ciclasa, l'inhibia, i s'anomenà Giα. Els GPCR també estan imlicats en la senyalització dels sentits del gust i de l'olfacte, on s'han identificat les subunitats GαGUST i GαOLF, respectivament. En el cas del sentit de la visió, s'ha identificat una Gα única (Gαt) que regula un canal de co-transport Na+/Ca2+ regulat per GMP cíclic. La classe Gαq (Gαq, Gα11, Gα14 and Gα16) activa una fosfolipasa C específica per fosfatidil-inositols, PI-PLC. Aquesta, catalitza la hidròlisis de fosfatidil inositol 4, 5-bifosfat (PIP2) a diacilglicerol (DAG) i inositol trifosfat (IP3). El DAG pot activar proteínes quinases C (PKC) i el IP3 allibera calci al citosol cel·lular.
Cada subunitat Gα te dos dominis, un d'activitat GTPasa i un domini d'helix alpha. Entre els dos dominis i ha una escletxa on s'uneix el GTP. La modificació per addició de lípids a un residu de cisteïna per l'extrem N-terminal els ancla a la membrana plasmàtica. L'extrem C-terminal de totes les Gα interacciona amb el receptor GPCR. Per poder unir-se al GPCR la subunitat Gα ha d'estar unida la Gβγ. La subunitat Gγ també està unida a la membrana plasmàtica per modificació per addició d'un lipid.
Les subunitats Gβγ varen ser considerades inicialment com a inhibidores del senyal de Gα, ja que s'associen a ella, i només qual Gα es dissocia, és activa. Més tard, s'ha vist que les subunitats Gβγ també presenten els seus propis efectors. En humans, existeixen 5 gens Gβ i 14 gens Gγ, donant nombroses combinacions per formar el dímer Gβγ. Totes les subunitats Gγ estan modificades post-traduccionalment, amb la unió d'una cadena lipídica. Aquesta modificació, localitza el dímer Gβγ unit a la cara citoplasmàtica de la membrana plasmàtica. De totes les combinacions Gβγ, quasi totes són possibles, però també s'han descrit alguna combinació que no formen dímer, com per exemple, la subunitat Gβ2 no s'uneix a la Gγ1. Un dels efectors identificats per la Gβγ és la proteïna GIRK, un canal de K+ regulat per les proteïnes G (G-protein-regulated inwardrectifier K+ channels). També s'han relacionat l'activitat del dímer Gβγ en la inhibició de canals de Ca2+. A més de canals d'ions, el dímer Gβγ és capaç de regular proteïnes cinases i proteïnes G petites. Així, la dissociació de Gβγ resulta en l'activació d'ERK1/2, JNK i p38 preoteïna MAPK.

### Estructura dels GPCR

Estructura d'un receptor 7TM hipotètic acoblat a una proteïna G.

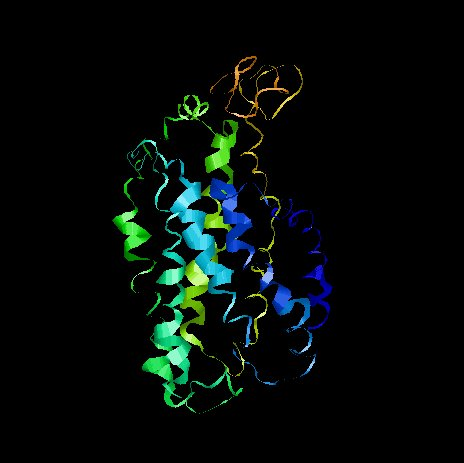
Aspecte 3D de la rodopsina, un GPCR

Els receptors acoblats a proteïnes G (GPCRs, de l'anglès G-protein coupled receptor) són una família de receptors cel·lulars que intervenen en la majoria de la comunicació entre cèl·lula i cèl·lula. Tenen una gran varietat de lligands, com hormones, neurotransmissors, ions o aminoàcids. S'estima que en l'ésser humà existeixen entre 800 i 1000 GPCRs diferents. Els receptors de proteïnes G es divideixen en tres subfamilies en funció de la seva similaritat de seqüència i la natura farmacològica dels seus lligands. Aquestes subfamilies són les Classes I (amb lligands com amines biogèniques, neuropèptids, quimiocines, i prostanoids), II i III. Representant el 89%,7% i 4% respectivament.
Els GPCR amb lligand desconegut, sovint s'agrupen en un grup anomenat "orfa".
Els GPCRs existeixen en equilibri entre un estar activat (R*) i un estat inactiu (R). Només la forma activa (R*) pot unir-se a la proteïna G i disparar un efecte biològic. La unió del lligand (L) resulta en l'activació del receptor en la forma lligand-receptor (LR*). Tanmateix, el receptor també pot trobar-se en estat actiu (R*) en absència del lligand. Aquest últim cas s'ha trobat en slguns processos patològics, donat a mutacions en el receptor, resultant en una activació de forma constitutiva del receptor.
Els receptors associats a proteïna G posseïxen unes característiques moleculars consistents en una estructura en serpentí, que conjuga:
- Orientació amb l'extrem amino terminal cap a l'exterior i el carboxil terminal cap a l'interior.
- Estructura de set alfa-hèlixs transmembrana (H1 a H7, cadascuna de 25 a 35 aminoàcids), quatre segments extracel·lulars (E1 a E4) i quatre segments citosòlics (C1 a C4). El segment carboxiterminal, el tercer bucle citosòlic (C3) i, a vegades, també el segon (C4) estan implicats en la interacció amb la proteïna G.

### Efectors de les proteïnes G heterotrimèriques
Classes principals d'efectors en mamífers:
| Classe {\displaystyle G_{\mathrm {A} }} | Efector associat                                 | Segon missatger                     | Exemples de receptors                           |
| --------------------------------------- | ------------------------------------------------ | ----------------------------------- | ----------------------------------------------- |
| {\displaystyle G_{s}\alpha }            | Adenilat ciclasa                                 |                                     | β-adrenèrgic, glucagó, serotonina, vasopressina |
| {\displaystyle G_{i\alpha }}            | Adenilat ciclasa, canal de {\displaystyle K^{+}} | Canvi en el potencial de membrana   | a1-adrenèrgic, muscarínic d'acetilcolina        |
| {\displaystyle G_{{olf}\alpha }}        | Adenilat ciclasa                                 |                                     | Olfactoris                                      |
| {\displaystyle G_{q}\alpha }            | Fosfolipasa C                                    | Augment {\displaystyle IP_{3}}, DAG | a2-adrenèrgic                                   |
| {\displaystyle G_{o\alpha }}            | Fosfolipasa C                                    | Augment {\displaystyle IP_{3}}, DAG | Acetilcolina de cèl·lules endotelials           |
| {\displaystyle G_{{t}\mathrm {A} }}     | cGMP fosfodiesterasa                             | Disminució cGMP                     | Rodopsina de les cèl·lules bastó                |

## Proteïnes G monomèriques
La família de les GTPases monomèriques inclou les subfamílies Ras, Rho, Arf, Ran, i Rab GTPases. Són peces clau en les vies de senyalització i control de la divisió cel·lular, apoptosi, adhesió cel·lular (cèl·lula-cèl·lula, i cèl·lula-matriu extracel·lular) i la migració cel·lular. Malgrat la semblança estructural i de seqüència entre les diferents proteïnes G monomèriques, la seva regulació implica mecanismes diferents. La proteïna G petita més estudiada és la proteïna GTPasa Ras, i sovint es fa referència a tota la família com la superfamília Ras de GTPases, podent donar lloc a confusió.
Les proteïnes G monomèriques són interruptors moleculars amb dos posicions, depenent de la seva unió a GDP o GTP, essent inactives o actives respectivament. La seva activació es duta a terme principalment per proteïnes GEF (Factors intercanviadors de Guanidines). Les proteïnes GEF no serveixen tan sols en l'activació per intercanvi de GDP a GTP, sinó com a anclatge entre les proteïnes G monomèriques, i altres proteïnes cel·lulars. La inactivació de proteïnes G monomèriques s'esdevé per hidròlisis del GTP unit a la proteïna G, a GDP, i ve catalitzadat per proteïnes GAP. Un altre grup de proteïnes, GDI (Inhibidors de la dissociació de nucleòtids de Guanosina, "Guanosine nucleotide dissociation inhibitors"), mantenen les proteïnes G petites en l'estat inactiu.
Un cop la proteïna G monomèrica és activada, pot unir-se a altres proteïnes, i activar-les. Per exemple, la proteïna G Rac1 quan és activada (Rac1-GTP) s'associa al seu efector PAK1. PAK1 és una proteïna-cinasa, que un cop activada pot fosforilar els seus substrats.
Les proteïnes G monomèriques es troben unides a la membrana plasmàtica per unió covalent a una cua lipídica. Aquesta cua lipídica s'uneix de forma post-traduccional, i pot trobar-se tant a l'extrem N- con C- terminal. La cua lipídica pot ser un grup farnesil, palmitoil, geranilgeranil, o miristil. Aquesta unió d'un grup lipídic es dona per unió a una cisteïna de la seqüència CAAX (C fa referència a una cisteïna, A a un residu alifàtic, i X qualsevol residu). Hi ha cert nivell d'especificitat en la unió d'un grup lipídic, així, la família Ras té un grup farnesil, o palmitoil. Les famílies Rho i Rab contenen un grup geranilgeranil. L'especificitat de la unió d'un grup lipídic ve donada principalment depenent de l'últim residu de la seqüència CAAX. Si el residu X és una serina, una metionina, una glutamina, una alanina, o una tirosina, la GTPasa és farnesilada. En canvi, si X és una leucina o una fanilalanina, la GTPasa uneix un grup geranilgeranil. Algunes GTPases Arf també contenen un grup lipídic, però sovint a l'extrem N-terminal, per un grup mirístic. Les GTPases Ran, per altra banda no són modificades amb un lípid, i no requereixen d'unió a proteïnes de membrana per ser actives.
| Subfamília | Funció                         | Membres |
| ---------- | ------------------------------ | --- |
| GTPasa Ras | Proliferació cel·lular         | DIRAS1; DIRAS2; DIRAS3; ERAS; GEM; HRAS; KRAS; MRAS; NKIRAS1; NKIRAS2; NRAS; RALA; RALB; RAP1A; RAP1B; RAP2A; RAP2B; RAP2C; RASD1; RASD2; RASL10A; RASL10B; RASL11A; RASL11B; RASL12; REM1; REM2; RERG; RERGL; RRAD; RRAS; RRAS2 |
| GTPasa Rho | Morfologia del citoesquelet    | RHOA; RHOB; RHOBTB1; RHOBTB2; RHOC; RHOD; RHOF; RHOG; RHOH; RHOJ; RHOQ; RHOU; RHOV; RND1; RND2; RND3; RAC1; RAC2; RAC3; CDC42 |
| GTPasa Rab | Tràfic de membranes cel·lulars | RAB1A; RAB1B; RAB2; RAB3A; RAB3B; RAB3C; RAB3D; RAB4A; RAB4B; RAB5A; RAB5B; RAB5C; RAB6A; RAB6B; RAB6C; RAB7A; RAB7B; RAB7L1; RAB8A; RAB8B; RAB9; RAB9B; RABL2A; RABL2B; RABL4; RAB10; RAB11A; RAB11B; RAB12; RAB13; RAB14; RAB15; RAB17; RAB18; RAB19; RAB20; RAB21; RAB22A; RAB23; RAB24; RAB25; RAB26; RAB27A; RAB27B; RAB28; RAB2B; RAB30; RAB31; RAB32; RAB33A; RAB33B; RAB34; RAB35; RAB36; RAB37; RAB38; RAB39; RAB39B; RAB40A; RAB40AL; RAB40B; RAB40C; RAB41; RAB42; RAB43 |
| GTPasa Rap | Adhesió cel·lular              | RAP1A; RAP1B; RAP2A; RAP2B; RAP2C |
| GTPasa Arf | Transport vesicular ]          | ARF1; ARF3; ARF4; ARF5; ARF6; ARL1; ARL2; ARL3; ARL4; ARL5; ARL5C; ARL6; ARL7; ARL8; ARL9; ARL10A; ARL10B; ARL10C; ARL11; ARL13A; ARL13B; ARL14; ARL15; ARL16; ARL17; TRIM23, ARL4D; ARFRP1; ARFRP2; ARL13B |
| GTPasa Ran | Transport nuclear              | RAN |
| Rheb       | Via senyalització de mTOR      | RHEB; RHEBL1 |
| RGK        |                                | RRAD; GEM; REM; REM2 |
| Rit        |                                | RIT1; RIT2 |
| Miro       | Transport mitocondrial         | RHOT1; RHOT2 |

### Família GTPasa Rho
Els membres de la família Rho estan molt conservats en els eucariotes, des de llevats, a plantes i animals. En mamífers, la família Rho inclou Rho (A, B i C), Rac (1 i 2), Cdc42 (amb dos variants d'splicing), TC10, Rho D, Rho E, Rho G, i TTF. Els membres més caracteritzats a nivell molecular són Rho, Rac i Cdc42. Com altres membres de la superfamília de GTPases Ras, la família Rho presenta modificació per premilació. Aquesta modificació es important per localitzar els membres de la família Rho en compartiments de membrana. Així, Rho B es troba localitzat en compartiments endosomals i lisosomals. Per altra banda Rho A/C es troben tant al citoplasma com localitzats a la membrana plasmàtica. Diversos membres de les GTPases Rho són molt semblants. Així els tres membres Rac GTPases, dins de la família GTPasa Rho, són un 90% idèntiques en seqüència. Els tres membres RAC1, RAC2 i RAC3 presenten el mateix domini d'interacció amb l'efector i, per tant, activen els mateixos efectors in vitro. Sorprenentment, l'expressió d'un o altre RAC en cèl·lules, resulta en fenotips diferents. Així, l'expressió de RAC1 indueix l'expansió de neurites, i l'expressió de RAC3 la seva contracció, suggerint que posseeixen diferents efectors in vivo. S'ha suggerit la importància de la sublocalització cel·lular dels diferents RAC en la transducció del senyal cel·lular. Aquesta localització ve donada per la regió hipervariable de les GTPases RAC, i mediada per la cua lípidica i per interaccions proteïna-proteïna.
Algunes toxines i exoenzims podem regular directament el funcionament de membres de la família Rho. Així 'exoenzim C3 transferasa produït per la bacteria Clostridium botulinum inactiva membres de Rho.
La funció biològica més estudiada de la família Rho és la de regular el citoesquelet d'actina. Axí, la família Rho és responsable de la formació de fibres d'estres, i formació de punts adhesió de la cèl·lula a la matriu extracel·lular, en resposta a factors de creixement i citocines.

### Família GTPasa Ras
Les GTPases Ras es troben localitzades a endosomes, l'aparell de Golgi, membrana plasmàtica, i mitocondri. Les GTPases Ras estan implicades en proliferació, diferenciació i migració cel·lular. A diferència de les GTPases Rho i Rab, les GTPases Ras no es troben associades a proteïnes GDI, i es troben constitutivament unides a membranes cel·lulars, a través del seu lípid (farnesil o palmitoil). Com les GTPases Rho, també posseeixen un domini hipervariable important per la seva localització subcel·lular. Per exemple, la fosforilació del domini hipervariable de la GTPasa K-Ras, provoca la translocació de K-Ras des de la membrana plasmàtica cap a la membrana mitocondrial externa, i la interacció amb la proteïna reguladora d'apoptosi Bcl-XL.

### Família GTPasa Ral
Les GTPases Ral (Ral A i Ral B) estan relacionades amb les GTPases Ras. Es troben implicades en l'activació de factors de transcripció, proliferació cel·lular, endocitosi, i transport vesicular.

### Família GTPasa Arf
La família Arf compren sis membres, classificats en tres subclasses. Tots els membres estan relacionats amb tràfic vesicular i l'estructura dels orgànuls cel·lulars. A diferència d'altres GTPases, la seva modificació lipidica és per unió d'un grup mirístic, unit a l'extrem N-terminal, en comptes de l'extrem C-terminal.

### Família GTPasa Rab
La família Rab també està relacionada amb el transport vesicular. És una família amb uns 60 membres, tots localitzats en compartiments cel·lulars específics. Semblant a les proteïnes Rho, les GTPases Rab poden interaccionar amb proteïnes GDI, restant en el citosol.